# Svatá Ježíšova církev
Svatá Ježíšova církev je křesťanská církev v Japonsku.
Podle ústního podání se počátky církve vztahují k roku 1937, kdy policista v Mandžusku vyhodil z domu svou ochrnutou osmiletou dceru. Dívenka v mrazu velice onemocněla. A za této situace se jí prý po vřelé modlitbě zjevil Bůh a ona smířena zemřela. O tomto případu se dozvěděl japonský kazatel Otsuki Takeji (1906–2004), který v Mandžusku v té době působil jako misionář evangelikálního Hnutí Svatosti, udělalo to na něj tak velký dojem, že se začal modlit za očištění své duše a za podobnou zkušenost.
Dne 9. ledna 1937 datuje vlastní mystický zážitek, při kterém byl údajně proniknut Kristem. Dále jsou s ním spojovány případy údajných zázračných uzdravení. Při dalším vidění údajně přijal čtyři úkoly: 

1. Modlit se za obnovení židovského národa, Izraele. 

2. Modlit se za duchovní probuzení Izraele, které je podmínkou pro příchod Mesiáše. 

3. Modlit se za pokoj pro Jeruzalém, což je klíčové pro mír ve světě. 

4. Modlit se za příchod Mesiáše. 

Vznik Státu Izrael byl pak následně interpretován jako potvrzení jeho vidění a učení.
Roku 1946 měl Otsuki údajně další vizi, prostřednictvím které mu Bůh přikázal, aby založil nezávislou církev s názvem Svatá Ježíšova církev (Sei Iesu Kai).
Církev se až dodnes vyznačuje silným křesťanským sionismem.